# Swamp Creek (Sammamish River)
Swamp Creek ist ein Nebenfluss des Sammamish River im Snohomish County und im King County im US-Bundesstaat Washington.
Der Swamp Creek beginnt am Lake Stickney nahe Everett. Er mündet in Kenmore in den Sammamish River, der seinerseits in den Lake Washington fließt.

## Hauptzuflüsse
Dem Swamp Creek fließt eine große Menge Wasser von kleineren Bächen zu.
- Scriber Creek, hauptsächlich in den Stadtgrenzen von Lynnwood, mündet in den Swamp Creek nahe Brier.
  - Golde Creek, entspringt nahe der Alderwood Mall in Lynnwood, mündet in den Scriber Creek in Brier.
  - Poplar Creek, fließt hauptsächlich nahe dem Poplar Way außerhalb von Lynnwood, mündet in den Scriber Creek nahe Brier.
- Martha Creek, entspringt am Martha Lake, mündet nahe dem Locust Way und der Washington State Route 524/ Filbert Road östlich von Lynnwood in den Swamp Creek.